# Carlotta Caterina de La Trémoille
Carlotta Caterina de La Trémoille (Francia, 1568 – Parigi, 29 agosto 1629) è stata una nobildonna francese e Principessa di Condé per matrimonio. Fu un membro del Casato di La Trémoille.

## Biografia
La più giovane dei figli del Duca e della Duchessa di Thouars, era un membro della famiglia La Trémoille, una delle più antiche di Francia. Suo padre era strettamente legato con la famiglia reale francese (la Casata di Valois) e la famiglia era rinomata. Suo nonno materno, Anneo di Montmorency, fu catturato con il re Francesco I nella Battaglia di Pavia nel febbraio 1525.
Il suo futuro marito Enrico, Principe di Condé era figlio dello scomparso Luigi, Principe di Condè e di Eleonora di Roucy de Roye.
Enrico era uno degli uomini più importanti nel regno, detenendo il prestigioso rango di Primo Principe del Sangue (Prince du Sang). La coppia si sposò il 16 marzo 1586, Enrico era completamente innamorato della sua attrente moglie, di sedici anni più giovane di lui.
Come parte della sua dote di 60.000 lire, ella portò nella famiglia del marito numerose nuove proprietà che contribuirono a saldare i debiti della famiglia Borbone.
Alla morte di Enrico, nel marzo 1588, Carlotta Caterina fu accusata del suo presunto avvelenamento. Incinta di tre mesi fu imprigionata per sei anni durante i quali diede alla luce il figlio Enrico II di Condé.
In seguito, dopo l'estinzione della Casata di Valois nel 1589, il re Borbone, Enrico IV di Francia, riconobbe il neonato Enrico come figlio dello scomparso Condé, restituendogli il rango di Primo Principe di Condé. Suo figlio fu erede presuntivo al trono fino alla nascita del futuro Luigi XIII nel 1601.
Fu sepolta nella Église des Religieuses de l'Ave Maria a Parigi.

## Discendenza
Carlotta Caterina ed Enrico ebbero due figli:
- Eleonora di Borbone-Condé (30 aprile 1587–20 gennaio 1619) sposò Filippo Guglielmo, Principe d'Orange, senza figli;
- Enrico II di Borbone, Principe di Condé (1º settembre 1588–26 dicembre 1646) sposò Carlotta Margherita di Montmorency ed ebbe sei figli, di cui tre raggiunsero la maggiore età e, fra questi, è incluso il Gran Condé.

## Ascendenza
|                                               |                                  |                                    | Genitori                                  |  |  | Nonni |  |  | Bisnonni                                     |  |  | Trisnonni                                     |  |
|                                               |                                  |                                    |                                           |  |  |       |  |  | Charles de la Trémoille, visconte di Thouars |  |  | Louis II de La Trémoille, visconte di Thouars |  |
|                                               |                                  |                                    |                                           |  |  |       |  |  | Charles de la Trémoille, visconte di Thouars |  |  | Louis II de La Trémoille, visconte di Thouars |  |
|                                               |                                  | Gabrielle de Bourbon-Montpensier   |                                           |  |  |       |  |  | Charles de la Trémoille, visconte di Thouars |  |  |                                               |  |
| François de La Trémoille, visconte di Thouars |                                  |                                    |                                           |  |  |       |  |  | Charles de la Trémoille, visconte di Thouars |  |  |                                               |  |
|                                               |                                  | Louise de Coëtivy                  | Charles François de Coëtivy               |  |  |       |  |  |                                              |  |  |                                               |  |
|                                               |                                  | Louise de Coëtivy                  | Charles François de Coëtivy               |  |  |       |  |  |                                              |  |  |                                               |  |
|                                               |                                  | Louise de Coëtivy                  | Jeanne d'Angoulême                        |  |  |       |  |  |                                              |  |  |                                               |  |
| Louis III de La Trémoille, duca di Thouars    |                                  | Louise de Coëtivy                  |                                           |  |  |       |  |  |                                              |  |  |                                               |  |
|                                               |                                  | Guy XVI, conte di Laval            | Jean de Laval, barone di La Roche-Bernard |  |  |       |  |  |                                              |  |  |                                               |  |
|                                               |                                  | Guy XVI, conte di Laval            | Jean de Laval, barone di La Roche-Bernard |  |  |       |  |  |                                              |  |  |                                               |  |
|                                               |                                  | Guy XVI, conte di Laval            | Jeanne du Perrier, contessa di Quintin    |  |  |       |  |  |                                              |  |  |                                               |  |
| Anne de Laval                                 |                                  | Guy XVI, conte di Laval            |                                           |  |  |       |  |  |                                              |  |  |                                               |  |
|                                               |                                  | Carlotta d'Aragona                 | Federico I, re di Napoli                  |  |  |       |  |  |                                              |  |  |                                               |  |
|                                               |                                  | Carlotta d'Aragona                 | Federico I, re di Napoli                  |  |  |       |  |  |                                              |  |  |                                               |  |
|                                               |                                  | Carlotta d'Aragona                 | Anna di Savoia                            |  |  |       |  |  |                                              |  |  |                                               |  |
| Charlotte-Catherine de La Trémoille           |                                  | Carlotta d'Aragona                 |                                           |  |  |       |  |  |                                              |  |  |                                               |  |
|                                               | Guillaume, barone di Montmorency | Jean II, barone di Montmorency     |                                           |  |  |       |  |  |                                              |  |  |                                               |  |
|                                               | Guillaume, barone di Montmorency | Jean II, barone di Montmorency     |                                           |  |  |       |  |  |                                              |  |  |                                               |  |
|                                               | Guillaume, barone di Montmorency | Marguerite d'Orgemont              |                                           |  |  |       |  |  |                                              |  |  |                                               |  |
| Anne, duca di Montmorency                     | Guillaume, barone di Montmorency |                                    |                                           |  |  |       |  |  |                                              |  |  |                                               |  |
|                                               |                                  | Anne Pot                           | Guy Pot                                   |  |  |       |  |  |                                              |  |  |                                               |  |
|                                               |                                  | Anne Pot                           | Guy Pot                                   |  |  |       |  |  |                                              |  |  |                                               |  |
|                                               |                                  | Anne Pot                           | Marie de Villiers de L'Isle Adam          |  |  |       |  |  |                                              |  |  |                                               |  |
| Jeanne de Montmorency                         |                                  | Anne Pot                           |                                           |  |  |       |  |  |                                              |  |  |                                               |  |
|                                               |                                  | Renato di Savoia, conte di Villars | Filippo II, duca di Savoia                |  |  |       |  |  |                                              |  |  |                                               |  |
|                                               |                                  | Renato di Savoia, conte di Villars | Filippo II, duca di Savoia                |  |  |       |  |  |                                              |  |  |                                               |  |
|                                               |                                  | Renato di Savoia, conte di Villars | Libera Portoneri                          |  |  |       |  |  |                                              |  |  |                                               |  |
| Maddalena di Savoia-Villars                   |                                  | Renato di Savoia, conte di Villars |                                           |  |  |       |  |  |                                              |  |  |                                               |  |
|                                               |                                  | Anna Lascaris, contessa di Tenda   | Gian Antonio II Lascaris, conte di Tenda  |  |  |       |  |  |                                              |  |  |                                               |  |
|                                               |                                  | Anna Lascaris, contessa di Tenda   | Gian Antonio II Lascaris, conte di Tenda  |  |  |       |  |  |                                              |  |  |                                               |  |
|                                               |                                  | Anna Lascaris, contessa di Tenda   | Isabelle d'Anglure                        |  |  |       |  |  |                                              |  |  |                                               |  |
|                                               |                                  | Anna Lascaris, contessa di Tenda   |                                           |  |  |       |  |  |                                              |  |  |                                               |  |

## Titoli, appellativi, onorificenze e stemma

### Titoli e appellativi
- 1568 – 16 marzo 1586 Mademoiselle de La Trémoille
- 16 marzo 1586 – 5 marzo 1588 Sua Altezza Serenissima la Principessa di Condé
- 5 marzo 1588 – 29 agosto 1629 Sua Altezza Serenissima la Principessa Vedova di Condé